# Yingli Centre A
Le Yingli Centre A est un gratte-ciel de 223 mètres en construction à Chongqing en Chine. Son achèvement est prévu pour 2018. 